# Morris Pripstein
Morris Pripstein, auch Moishe Pripstein, (* 1935 in Montreal, Québec) ist ein kanadischer Physiker.
Pripstein studierte Physikingenieurwesen an der McGill University mit dem Bachelor-Abschluss 1957. Er wurde 1962 in experimenteller Teilchenphysik an der University of California, Berkeley, promoviert und war danach am Lawrence Berkeley National Laboratory, wo er anfangs in der Blasenkammer-Gruppe von Luis Walter Alvarez war, Staff Senior Scientist und Forschungsgruppenleiter wurde (in der Gruppe A, dem Nachfolger der Alvarez-Gruppe). 2005 ging er dort in den Ruhestand und wurde Programmdirektor der National Science Foundation für den Beitrag der US-Wissenschaftler zum LHC am CERN (zwei Jahre zuvor hatte er beurlaubt vom LBNL die entsprechende Position beim Department of Energy).
Pripstein war Vorsitzender der Scientists for Sakharov, Orlov and Sharansky (SOS) zur Unterstützung der Dissidenten Andrei Sacharow, Juri Fjodorowitsch Orlow und Anatoli Scharanski und anderer Wissenschaftler in der Sowjetunion. Sie organisierten 7900 Wissenschaftler und Ingenieure aus 44 Ländern, die drohten wissenschaftliche Beziehungen zur Sowjetunion einzustellen, falls die Verfolgung der sowjetischen Wissenschaftler fortgesetzt würde.
2010 erhielt er den Andrei Sakharov Prize und 1998 den Heinz R. Pagels Human Rights of Scientists Award. 1991 wurde er Fellow der American Physical Society.